# Daniel Böhle
Heinrich Daniel Böhle (* 25. Juli 1821 in Sachsenberg; † 6. April 1879 ebenda) war ein deutscher Kaufmann und Politiker.
Böhle war der Sohn des Wirts und Fuhrmanns Johannes Böhle (1796–1859) und dessen Ehefrau Anna Elisabeth geborene Wagener (1798–1863). Er heiratete am 25. Mai 1846 in Sachsenberg Johanette Marie Margarethe Hetzler (1824–1920). Böhle lebte als Landwirt und Kaufmann in Sachsenberg. 1851 bis 1852 gehörte er für den V. Wahlkreis und 1859 bis 1860 sowie 1865 bis 1879 für den Wahlkreis Kreis des Eisenbergs, dem Landtag des Fürstentums Waldeck-Pyrmont an.